# John Kelly (giocatore di football americano)
John Marshall Kelly Jr. (Detroit, 4 ottobre 1996) è un giocatore di football americano statunitense che milita nel ruolo di running back per i Baltimore Ravens della National Football League (NFL).

## Carriera

### Los Angeles Rams
Kelly fu scelto nel corso del sesto giro (176º assoluto) del Draft NFL 2018 dai Los Angeles Rams. Debuttò come professionista subentrando nella gara del 14º turno persa contro i Chicago Bears senza fare registrare alcuna statistica. Nella penultimo turno, con la stella Todd Gurley infortunata, Kelly trovò più spazio terminando con 40 yard corse su 10 tentativi. La sua prima stagione regolare si chiuse con 74 yard corse in 4 presenze. Nei playoff, i Rams batterono i Cowboys e i Saints, qualificandosi per il loro primo Super Bowl dal 2001, perdendo contro i New England Patriots.

### Cleveland Browns
Il 9 settembre 2020 Kelly firmò con i Cleveland Browns.

### Baltimore Ravens
Il 13 agosto 2024 Kelly firmò con i Baltimore Ravens.

## Palmarès

### Franchigia
- National Football Conference Championship: 1

Los Angeles Rams: 2018